# ابیراهی نوری
بیراهش نوری یا اَبیراهی نوری،، عبارت است از تغییر شکل و نقصان در ویژگی‌های تصویری یک سامانهٔ نوری یا الکترونی؛ برای مثال در عدسی‌ها و آیینه‌ها.
تمام عدسی‌ها، آینه‌ها، منشورها و به‌طور کلی تمام دستگاه‌های که از یک یا چند مورد از آن‌ها استفاده می‌کنند ایده‌آل نبوده و دارای خطا یا بیراهش هستند.
این نقصان برای نور تک‌رنگ در یک المان اپتیکی شامل بیراهش کروی، بیراهش اشک، تاری نامتقارن، انحنای میدان، اعوجاج و … می‌باشد که به این موارد بیراهش هندسی می‌گویند. نور مرکب افزون‌بر موارد مذکور بیراهش رنگی نیز ایجاد می‌کند.